# لانگ بیچ (میسیسیپی)
لانگ بیچ (به انگلیسی: Long Beach) شهری در ایالت میسیسیپی کشور ایالات متحده آمریکا است که جمعیت آن در سرشماری سال ۲۰۱۰ میلادی، ۱۴٬۷۹۲
نفر بوده‌است.